# Palazzo Brentano
Il palazzo Brentano è un palazzo settecentesco di Corbetta, in provincia di Milano. 
Progettato dall'architetto Francesco Croce per il conte Brentano, tesoriere generale del Ducato di Milano, il palazzo, dopo una serie di passaggi di proprietà, accoglie oggi l'Istituto "San Girolamo Emiliani" gestito dai padri somaschi.

## Storia

### Prima della costruzione del palazzo
Prima della costruzione del palazzo, l'area su cui sarebbe sorta la grandiosa villa di campagna del conte Brentano era occupata da alcune case popolari che rientravano nelle proprietà del marchese Ferrante Villani-Novati che in tutta la città di Corbetta possedeva un decimo delle terre. Le case erano in affitto ma erano perlopiù corti vecchie e cadenti e lo stesso Villani-Novati non vi poneva la debita attenzione a tal punto che quando il nobile Brentano, alla ricerca di un luogo adatto ove costruire la propria residenza di campagna, gli chiese di acquistare il terreno in oggetto, egli acconsentì subito a prezzi vantaggiosi.

### La costruzione del palazzo
Carlo Giuseppe Brentano, conte di Caltignaga e tesoriere generale del ducato di Milano sotto l'amministrazione austriaca, siglò il 10 settembre 1731 il contratto di acquisto dell'area con il marchese Villani-Novati e contattò fin dall'inizio l'architetto Francesco Croce, già operante presso il duomo di Milano, per affidargli il progetto della costruzione che ebbe inizio dal febbraio del 1732 e venne concluso nel 1738.
L'opera, grandiosa, ricalcava una necessità sociale da parte dei Brentano che, non essendo di antica nobiltà né inseriti all'interno del contesto corbettese, avevano volontà di affermare la loro influenza politica e la loro ricchezza con la costruzione di una "reggia personale" dove impressionare gli ospiti provenienti da Milano. La villa è già dal 1743 descritta come esempio di architettura rococò da Marcantonio Dal Re nel suo Ville di delizia.
Attorno alla metà del Settecento venne realizzata la decorazione interna con stucchi e affreschi, opera dei pittori Giovanni Angelo Borroni, Mattia Bortoloni, Giuseppe Pellegrini, Ferdinando Porta, Giovanni Antonio Cucchi e Giovanni Battista Sassi.

### L'arrivo dei Padri somaschi
Il palazzo venne ceduto nel 1839 dall'erede della famiglia Brentano, lo storico Pompeo Litta Biumi, alla famiglia Carones di Corbetta e poi al professor Italo Tonta che vendette a sua volta infine il palazzo ad Enrico Pagani. Quest'ultimo, poi podestà di Corbetta, cedette il palazzo alla congregazione dei Padri Somaschi nel 1935.
Nel 1935 vi venne inaugurato dai padri somaschi un seminario con indirizzo filosofico-teologico. Le sale interne vennero adattate ad aule per l'insegnamento e per ospitare gli allievi che risiedevano nella struttura, sotto la direzione di padre Giovanni Ceriani. Venne sistemato il giardino e l'intera struttura venne restaurata. Tra i professori del seminario vi furono Giovanni Ferro, poi arcivescovo di Reggio Calabria. Nel 1956 l'istituto fu visitato dall'arcivescovo di Milano, Montini, poi papa Paolo VI.
Nel 1972, dopo il trasferimento del seminario, il palazzo venne utilizzato dai Padri Somaschi come scuola media legalmente riconosciuta (oggi secondaria di primo grado), intitolata a san Girolamo Emiliani, patrono della congregazione. Nel 1998 vi è stata inoltre aperta una scuola primaria intitolata a colei che sarà santa Gianna Beretta Molla. Nel 2008 i Padri Somaschi e l'associazione genitori Gianna Beretta Molla eressero la Fondazione Istituto san Girolamo Emiliani - Corbetta, ente gestore delle scuola primaria paritaria Gianna Beretta Molla e della secondaria di primo grado paritaria S. Girolamo Emiliani.

## Descrizione

### Il palazzo

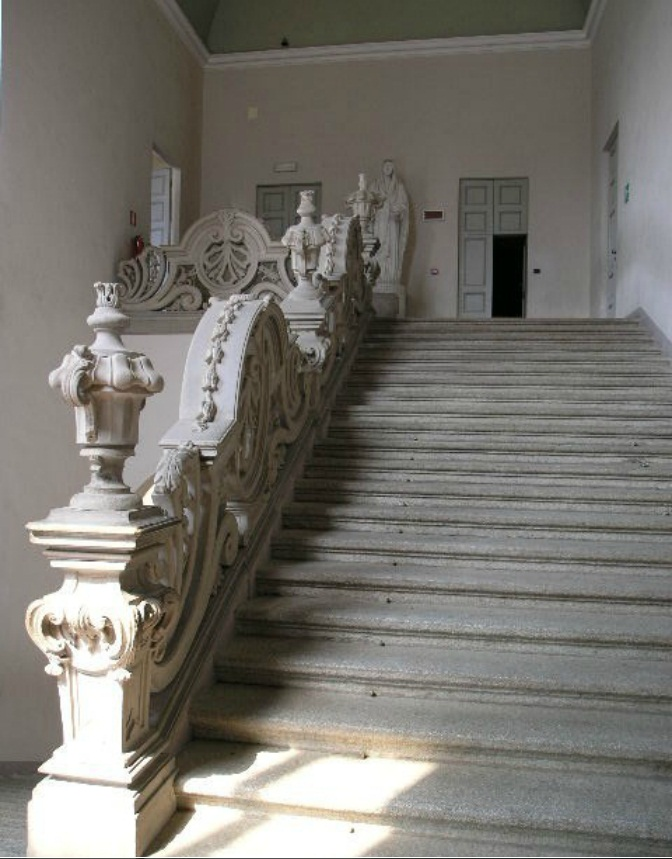
Lo scalone d'onore del palazzo con la balaustra in arenaria

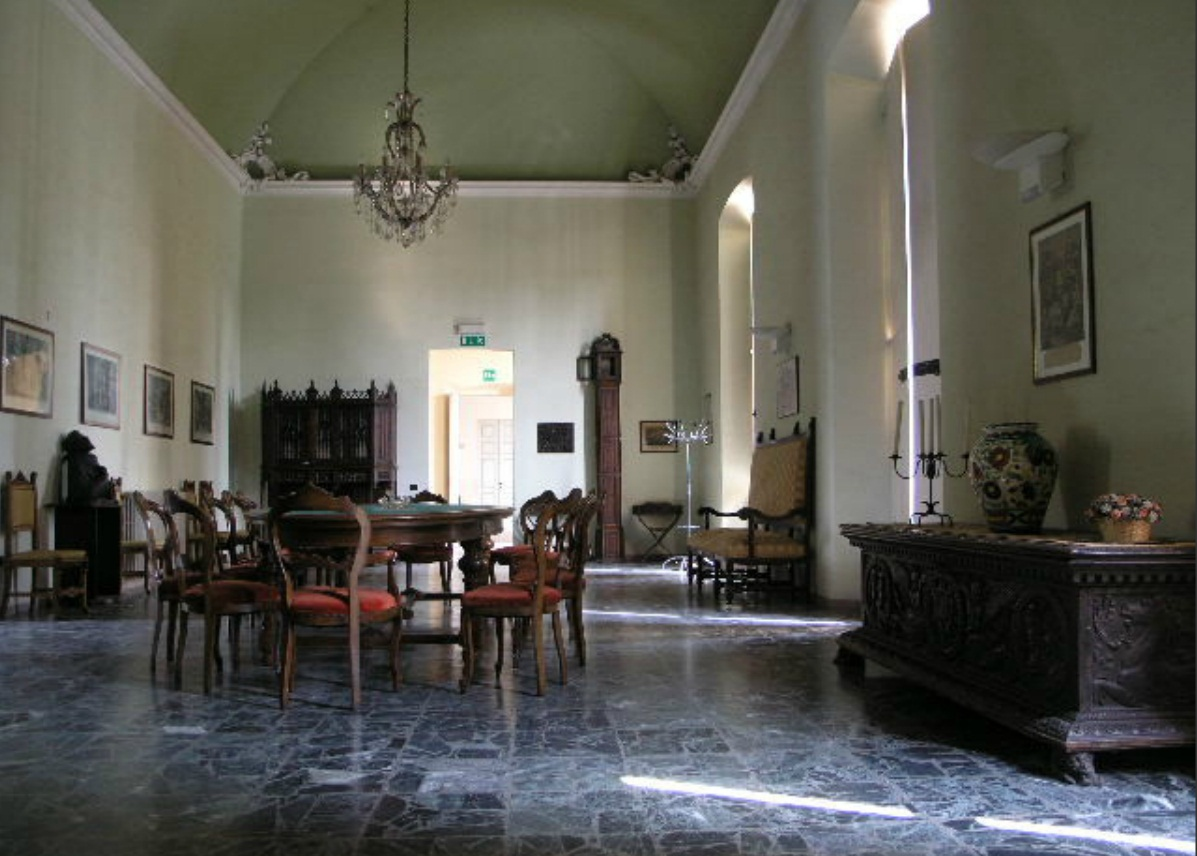
Una delle sale interne del Palazzo

Il palazzo, articolato sul tipico schema a "U" delle ville di delizia del Settecento, si apre sulla strada con un grande cancello a sei pilastri e tre aperture, originali del XVIII secolo. Un tempo i pilastri erano adorni di "genietti" come precisa il Dal Re, oggi perduti, che rappresentavano il Piacere e l'Onestà oltre ad altri genietti minori che portavano lo stemma della famiglia Brentano. Sui fianchi della cancellata, si aprono d'infilata alla strada due corpi di fabbrica orizzontali di misura più bassa rispetto al corpo centrale del palazzo ed equiparabili alle ali laterali, che erano un tempo utilizzati quello a destra come scuderia (capace di trenta cavalli) con relativo fienile, quello a sinistra come tinaia, granaio e residenza del fattore che qui abitava tutto l'anno, anche quando il conte Brentano soggiornava a Milano. Relativamente alla scuderia, in essa ancora oggi è possibile ammirare delle colonne in granito rosa che sostengono delle pregevoli volte a crociera..
Il maschio centrale del cortile, che si erge come si è detto di statura più alta rispetto alle due ali laterali, è affiancato da due eleganti torrette belvedere ove culminano delle lunghe scalinate di 129 gradini che conducono dalla sommità dell'edificio sino nelle cantine, ambiente dove ancora oggi è possibile ammirare uno splendido forno per il pane in cotto che venne largamente utilizzato sino al Novecento.
Al piano terreno del maschio si accede attraverso un portico colonnato in granito con sei colonne oggi chiuso da vetrate ma un tempo aperto direttamente sul cortile, decorato con soffitti a volta e stucchi che immette in tre direzioni differenti: a sinistra si viene proiettati verso le otto stanze con soffitti a volta stuccati e decorati che compongono il piano terra, diritti si attraversa il grande salone d'onore per poi giungere verso il giardino, mentre a destra si giunge al piano superiore della struttura attraverso un monumentale scalone.
L'area dello scalone, che occupa da sola un quarto dell'edificio centrale, è una delle aree più significative del palazzo in quanto permettendo di accedere ai piani superiori e quindi alla residenza del conte Brentano, aveva la funzione di impressionare gli ospiti presenti a Corbetta ed ancora oggi la scenografia è davvero mozzafiato: le scale, realizzate in granito, sono affiancate da una splendida balaustra in pietra arenaria grigia traforata a motivi decorativi con fiori e conchiglie inframezzati da pilastri che sostengono grandi vasi con fiori e fiamme in ferro battuto, un tempo utilizzati per l'illuminazione serale dello spazio.
Al piano nobile si trovano dodici sale di cui cinque con affreschi a plafone, tra le quali spicca il salone centrale (oggi aula magna dell'istituto) che era un tempo utilizzato come sala da ballo: esso ricalca la planimetria del salone d'onore inferiore ma si presenza molto più alto e prende luce da grandi finestre aperte sul parco sovrastate da oblò che il Croce aveva già utilizzato a Milano per la ristrutturazione del Palazzo del Governatore di Piazza dei Mercanti.
Al terzo piano si trovano sei stanze con soffitto in legno che un tempo accoglievano gli alloggi della servitù, mentre oggi ospitano alcune stanze dei religiosi.

#### Le sale affrescate
Gli affreschi presenti all'interno del palazzo, risalgono quasi tutti alla metà del Settecento e cioè all'epoca in cui, terminati i lavori di costruzione del palazzo ad opera del Croce, il Brentano commissionò una serie di dipinti a pittori importanti ma non di massimo rilievo. Secondo le cronache d'epoca, infatti, il costo della firma del Croce sul progetto del palazzo e le vicende che investirono il ducato di Milano durante la breve occupazione sabauda del 1736, avrebbero affievolito notevolmente le finanze dei conti Brentano che pure si trovavano a dover portare a termine un progetto già ampiamente iniziato. Le pitture vennero quindi concentrate essenzialmente al piano terra o comunque nei luoghi di rappresentanza ove era strettamente necessario spendere denaro per mostrare la ricchezza e la potenza della famiglia proprietaria.
Ispirati nei motivi alle vicende della mitologia classica, gli affreschi davano il nome alle stanze che li ospitavano:
- Salone di Ercole (salone d'onore, piano terra), con una grande medaglia ad affresco rappresentante Ercole annoverato tra gli dei di Giovanni Antonio Cucchi, 1750 circa
- Sala di Diana (sala mensa, piano terra), affresco rappresentante Diana che va a trovare Endimione che dorme sul monte Ida ad opera di Giovanni Angelo Borroni, 1743-1750 circa
- Sala di Giove (sala mensa, piano terra), affresco rappresentante La pioggia d'oro, ossia Giove che benefica le quattro parti del mondo ad opera di Mattia Bortoloni, 1748-1750
- Sala di Bacco (sala mensa, piano terra), affresco rappresentante Bacco e Arianna colla corona di nove stelle detta Gnasso di Mattia Bortoloni, 1748-1750
- Sala di Flora (sala mensa, piano terra), affresco rappresentante Flora ad opera di Mattia Bortoloni, 1750 circa
- Saletta della pronuba (direzione, piano terra), affresco rappresentante Una pronuba con face ad opera di Mattia Bortoloni, 1750 circa
- Scalone d'onore (volta dello scalone), affresco rappresentante Il Merito coronato dalla Giustizia e dall'Opulenza, magnificato dalla Fama e dalle Scienze ad opera di Giuseppe Pellegrini, 1750 circa
- Salone di Amore e Psiche (aula magna, primo piano), affresco rappresentante Le nozze di Amore e Psiche ad opera di Ferdinando Porta, 1746 circa
- Sala di Venere (primo piano), affresco rappresentante Vulcano che allaccia colla rete di ferro Marte e Venere di Giovanni Angelo Borroni, 1750 circa
- Sala di Ercole (primo piano), affresco rappresentante Pallade che sottopone Ercole bambino alla poppa di Giunone che dorme ad opera di Giovanni Battista Sassi, 1736-1737
- Sala della Vigilanza (primo piano), affresco rappresentante La Vigilanza ad opera di Giovanni Battista Sassi, 1736-1737
- Saletta della Grazia (locale di servizio, primo piano), affresco rappresentante Una grazia ad opera di Giovanni Battista Sassi, 1736-1737

### Il giardino

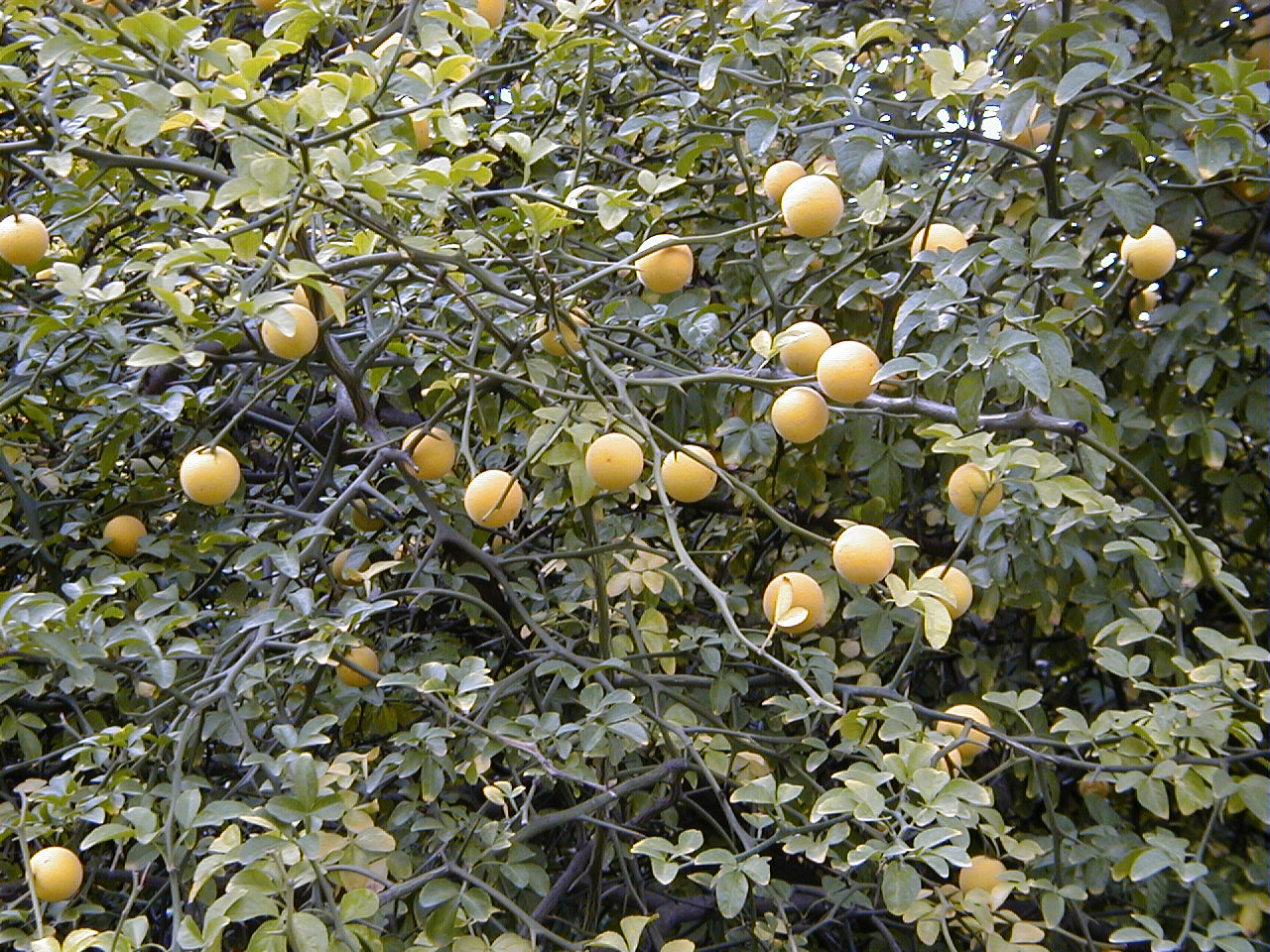
Un esemplare di Poncirus o "arancio amaro giapponese" che orna ad arco l'ingresso del viale principale del giardino

Attraversando il portico ed il salone centrale si giunge al giardino attraverso un'elegante balaustra che contorna una scalinata in pietra molera. Il giardino si estende per una lunghezza prospettica di quasi 600 metri ed è in gran parte adibito oggi a semplice prato con campi sportivi.
Dell'originario progetto del giardino progettato con tutta probabilità dallo stesso Francesco Croce e raffigurato da Marcantonio Dal Re in un'immaginaria stampa settecentesca, nulla venne realizzato per mancanza di fondi ad eccezione dello spazio adibito a parterre che si trovava presso la facciata retrostante il palazzo che venne convertito in boschetto all'inglese, con specie di piante rare ed esotiche, alcune delle quali addirittura plurisecolari. Tra queste si ricordano bagolari, magnolie e cedri (nelle varietà Libani, deodara e atlantica) che raggiungono i 30 m di altezza oltre ad abeti (nelle varietà rosso, nero e strobo), tassi, querce, ippocastani, tigli e cipressi.
A queste piante si assomma un considerevole numero di arbusti e piccole piante quali l'albero di Giuda, palme cinesi, palme nane, aceri (nelle varietà americano e platanoide), faggi, Thuja occidentalis, araucaria araucana, robinie, agrifogli, alloro, lauroceraso, pungitopo, aucube (nelle varietà "verde" e "striata"), forsizia, lillà, mahonia, kerria, calicanto, bosso, oleandro, ibisco, bambù, melograno, lagerstroemia, ligustro, berberis, ecc. All'interno si trovano anche statue d'epoca come un "Pasquino" settecentesco ed altre di aggiunte successive, il tutto sviluppato su una superficie non piana che consente la creazione di sentieri attraverso la natura con cordoli in cemento e ghiaia.
Il resto del complesso del giardino, doveva da progetto comprendere anche sei grandi fontane oltre a numerosi parterres e percorsi coperti con bosso ed un hortus per la coltivazione delle piante officinali e della frutta e della verdura necessarie per una completa autosufficienza del palazzo.
In fondo al giardino, in corrispondenza dell'attuale cappella di San Giuseppe, si trovava un tempo un grande cancello di cui ancora sono visibili parte dei pilastri d'ingresso che ricalcava per foggia l'ingresso principale al palazzo.

### Ex cappella di San Girolamo Emiliani

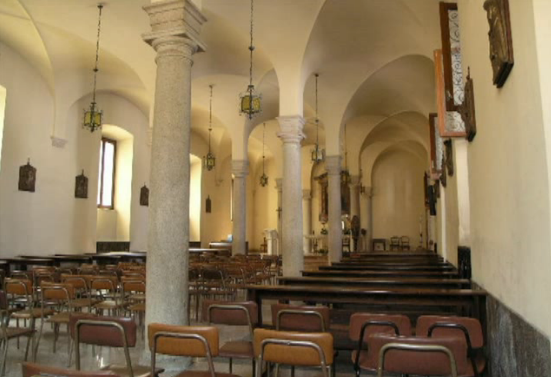
La cappella di San Girolamo, eretta all'interno delle antiche scuderie di Palazzo Brentano, come si presentava quando era aperta al culto

La Cappella di San Girolamo era uno spazio adibito a luogo di culto posto all'interno di Palazzo Brentano. La struttura della chiesa venne ricavata in maniera singolare dalle antiche scuderie del palazzo, che costituivano all'epoca della sua consacrazione un'area non più utilizzata del complesso. Il progetto dell'istituzione di una cappella privata venne abbozzato già dai proprietari del palazzo nel 1900, ma venne posto in essere ufficialmente solo a partire dal 1937, quando i somaschi presero possesso dell'istituto adibendolo a seminario, col fine di dotare l'istituto di un proprio luogo di culto e di ritiro spirituale.
L'interno è contraddistinto da una semplice struttura a volte a crociera articolate su tre navate, sostenute da colonne di granito di Baveno. L'altare è in marmo, di forme barocche, realizzato nel medesimo stile di tutto quanto il palazzo, ed accoglie una celebre opera raffigurante una "Madonna del Rosario col Bambino e San Girolamo Emiliani" del pittore milanese Bonaventura Veneziani. Qui ha celebrato la messa anche l'allora arcivescovo milanese Giovanni Battista Montini in occasione della sua visita a Corbetta nel 1955 in occasione del IV centenario del primo miracolo del locale Santuario. La chiesa è accessibile dal complesso del palazzo, ma anche da una porta antistante la vicina via Villoresi. La chiesa, utilizzata sino al 2020 per le celebrazioni religiose dell'istituto, è stata attualmente tramezzata e vi sono state ricavate delle aule per l'istituto scolastico.

### Cappella di Santa Maria Mediatrice (già cappella privata della famiglia Brentano)

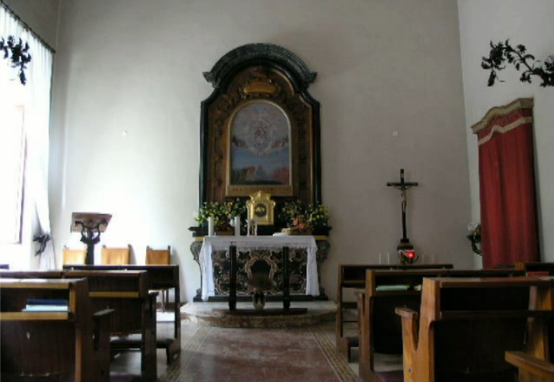
Altare della cappella dedicata a Maria Mediatrice

La Cappella Brentano era l'antica cappella privata utilizzata dai conti Brentano all'epoca della loro residenza a palazzo.
La struttura è stata ricavata da una sala al piano terreno, in prossimità dello scalone d'onore che conduce al piano nobile.
La stanza, a pianta rettangolare, dispone di un piccolo ingresso diviso da porte settecentesche e da un tendaggio di raso rosso frangiato d'oro che introduce al complesso della cappella, la quale è costituita da un'unica navata divisa nel centro da un percorso marmoreo intarsiato che mette in comunicazione la sala con il vicino salone da pranzo.
Il soffitto è costituito da un tripudio di stucchi di stile rococò bianchi ed oro, che vanno a formare una grande croce greca nel mezzo. L'altare è di forme barocche, in marmo intarsiato, sopraelevato, ed accoglie un'opera raffigurante "Maria Mediatrice e le anime dei giusti e degli empi con Pio XII" aggiunta nel 1944 con un prezioso sistema ad incastro di legno intagliato nell'altare originale, dono di Elena Pisani-Dossi, concepito da padre Antonio Rocco, somasco, e realizzato dal pittore milanese Bonaventura Veneziani.
Alle pareti laterali sono presenti due quadroni raffiguranti San Carlo Borromeo (di autore ignoto del XVII secolo) e San Giuseppe col Bambino (del pittore genovese Mattia Traverso), accompagnati da due candelabri pendenti in ferro battuto settecenteschi.
La sala è illuminata da due grandi finestroni che consentono tra l'altro una stupenda veduta del boschetto del parco posto sul retro del palazzo.
La cappella dispone anche di una piccola sacrestia ricavata nel sottoscala dello Scalone d'Onore.
Attualmente la chiesetta, dedicata a Maria Mediatrice, è utilizzata unicamente dai religiosi Somaschi.

### Cappella di San Giuseppe
La Cappella di San Giuseppe è una delle tre chiese che rientrano nel complesso dell'Istituto "San Girolamo Emiliani". La storia della sua realizzazione è legata ad un voto solenne. Durante il Secondo conflitto mondiale i padri somaschi di Corbetta promisero di erigere una cappella dedicata a San Giuseppe qualora il palazzo fosse uscito indenne dalle vicende belliche.
Il complesso rimase integro e nel 1947 si iniziò la costruzione che venne addossata al muro di cinta dell'immenso parco e ricavata da un ampio spazio un tempo adibito a cancello di cui ancora si possono notare i pilastri decorati in stile barocco.
La cappella riprende la struttura delle torrette belvedere di Palazzo Brentano e venne completata nel giro di un anno.
Internamente si presenta in modo molto semplice: un solo altare di granito di Baveno, sottostante una copia del grande quadro raffigurante "San Giuseppe col Bambino", dipinto dal pittore genovese Mattia Traverso (1885-1956), il cui originale si trova all'interno della cappella del palazzo.
La costruzione venne in seguito sempre meno utilizzata, data anche la sua posizione decentrata rispetto al resto dell'istituto, sì da cadere pressoché in disuso; nel 1987 si decise di restaurarla col rifacimento del pavimento e l'imbiancatura delle pareti.
Attualmente la chiesa non è aperta al pubblico, ma il suo utilizzo è riservato agli alunni ed ai padri dell'istituto.